# Anaffettività
Si intende per anaffettività l'incapacità da parte dell'individuo di provare o produrre affetti. Si tratta della condizione di assenza di affettività intesa come la totalità dei processi emotivi. Più in generale quindi trattasi di incapacità, più o meno patologica, di provare emozioni o di esprimere le emozioni che si riescono a provare e che quindi restano represse e non espresse. Spesso questo fenomeno si manifesta in persone che sono state soggette a stress e traumi, specialmente nell'età infantile o nella prima adolescenza. Ciò che ne consegue è una percezione distorta della realtà. Si possono sviluppare credenze patogene per cui l'individuo pensa di non dover dare o ricevere affetto perché non lo merita, ne consegue che l'individuo tende a distaccarsi da tutto il mondo e a dimenticarsi di esistere ragionando meccanicamente in tutte le azioni compiute.

## Definizione e quadro generale
Gli affetti, in genere, sono sentimenti di singolare intensità i quali si sottraggono al controllo della volontà. Un comportamento è definito come "affettivo" quando è causato da forti emozioni.
La persona anaffettiva, invece, non prova né esprime affetti in condizioni e circostanze in cui normalmente questi vengono provati. Questo può rientrare in un quadro psicopatologico particolare e precisato (psicosi) e si esprime attraverso la difficoltà di mostrare sentimenti ed emozioni. In casi molto complessi, si accompagna ad una barriera corporea particolarmente pesante: la persona anaffettiva è anche scarsamente propensa ai contatti corporei, fino a provare imbarazzo o disagio nell'essere abbracciata.
In psicopatologia l'anaffettività non è una sindrome, ma un sintomo. Può essere presente infatti anche nell'anoressia mentale, in alcuni tipi di psicosi e in livello minore nelle nevrosi ossessive e in alcuni disturbi di personalità.
Viene anche ritenuto come una lontananza emotiva, una forma di impassibilità emozionale, frequentemente di tipo difensivo che si palesa contestualmente alla presenza di emozioni particolarmente forti o che incutono paura.
Anche all'interno di disturbi di personalità, infatti, e in particolar modo nel disturbo bipolare, possiamo avere questa caratteristica di anaffettività sotto forma di fase transitoria.
Si può dire con certezza però che se l'amare, per un individuo, nel suo vissuto passato è risultato doloroso e frustrante, più o meno consapevolmente egli possa cominciare a reputarlo un comportamento da evitare e da scansare, creando così quella che viene ad essere una reale difficoltà nel produrre e reggere relazioni e rapporti che comportino in qualche modo l'implicazione di una certa intimità.
Le persone anaffettive hanno difficoltà ad esprimere emozioni più per paura di restare ferite che per effettiva assenza di sentimenti. L'anaffettività può dare impulso a moltiplicare l'investimento nella professione, a dare particolare importanza agli aspetti materiali e narcisistici della vita, a puntare su una regolarità che le persone intorno ritengono apprezzabile, e che sembra garantire un piacere per le 'cose' e per 'l'immagine': un piacere illusorio che può diminuire la capacità di godere di se stessi, della vita e delle relazioni, nonché la capacità di sviluppare affetti e passioni salutari e gratificanti.
A livello inconscio, è una modalità per difendersi da esperienze dolorose vissute durante l'infanzia. Sono infatti particolari situazioni traumatiche, di abbandono, di non amore che generano tale freddezza e, successivamente, quello che viene definito un totale ripiegamento emotivo. L'individuo, affinché non soffra più, si organizza attraverso il distacco emotivo difensivo.
Le persone con tale caratteristica infatti, ogni volta che sono in qualche modo sfiorate dall'amore, dagli affetti, da qualsiasi forma sentimentale positiva, sono pervase dall'angoscia dell'abbandono e inconsapevolmente si difendono ibernandosi, raggelandosi negli atteggiamenti, in una sorta di anestetizzazione personale.

## Blocco affettivo
Per blocco affettivo si intende l'incapacità di esprimere affetti ed emozioni, che di solito si verifica come conseguenza di motivi, tendenze o emozioni che sono in conflitto.
L'anaffettività è sostanzialmente disinteresse, vero o voluto, di sentimenti verso persone che potrebbero coinvolgere emotivamente. È una difesa al proprio io (egocentrismo, istrionismo, narcisismo) che ha stabilito, fin dalla tenera età, che non vuole coinvolgimenti emotivi, perché questi lo fanno soffrire. Il risultato è un ripiegamento su sé stessi e i propri bisogni, che sfociano in un uso strumentale degli altri, come se gli altri non fossero altro che oggetti a propria disposizione, per il proprio beneficio, atti a dare soddisfazioni e da scartare nel momento in cui domandassero lo stesso trattamento affettivo in cambio.
Queste persone, ma non è sempre così, non si rendono conto del loro modo di essere e lo ritengono connaturato e molto normale.

## Diagnosi
L'anaffettività è da legarsi a disturbi delle aree affettivo, cognitivo e comportamentale. La problematica compare in età adulta, quando si iniziano a vivere situazioni che di norma dovrebbero far esprimere un particolare vissuto emozionale e il coinvolgimento di sentimenti, come un fidanzamento, il matrimonio, la maternità o paternità, il rapporto con i figli, le relazioni con amici e parenti.
Le caratteristiche essenziali di questo disturbo sono una sorta di incapacità a provare o manifestare emozioni.
È caratterizzato da tutti o alcuni dei seguenti elementi:
1. smodata dedizione al lavoro, importanza irragionevole ad aspetti materiali e narcisistici dell'esistenza;
2. comportamento regolarizzato secondo l'apprezzamento degli altri;
3. smodato apprezzamento sul piacere per l'estetica, l'immagine di cose e persone;
4. riduzione della capacità di godere di se stessi, delle relazioni e della vita;
5. tentativi di fuggire dai ricordi di esperienze dolorose, del passato, dell'infanzia;
6. ripiegamento emotivo e freddezza;
7. organizzazione di un distacco emotivo difensivo;
8. tendenza a fuggire ogni occasione di relazioni sentimentali;
9. angoscia dell'abbandono;
10. tendenza a non credere alle altrui dichiarazioni di sentimento e affetto.
11. instabilità affettiva dovuta a una marcata reattività dell'umore (es. episodica intensa disforia o irritabilità e ansia, che di solito durano poche ore e, soltanto più raramente, più di pochi giorni);
12. sentimenti cronici di vuoto.

Si può parlare di un ciclo di trasmissione intergenerazionale dell'anaffettività e dell'insensibilità, per cui chi ha già subìto il danno delle carenze affettive, a sua volta lo trasmette. Interrompere questa "catena" richiede un lavoro paziente e doloroso su se stessi, sul proprio vissuto passato, sui personali apprendimenti emotivi e sentimentali. Per questo è consigliabile intraprendere un percorso di psicoterapia.

## Trattamento
È indispensabile un trattamento psicoterapeutico, anche se è molto difficile portare a termine tale trattamento a causa della non consapevolezza del paziente alla necessità di un intervento su questo aspetto della propria personalità.
Sono di solito abbastanza casuali i fattori della remissione di questo sintomo ma  a volte basta un incontro importante e la personalità di un soggetto cambia notevolmente.